# Amerykańska Partia Niezależnych
Amerykańska Partia Niezależnych (ang. American Independent Party) powstała w roku 1968 na potrzeby ówczesnych wyborów prezydenckich.

## Historia
Partia ta była przeciwna rozszerzeniu praw obywatelskich dla ludności czarnoskórej, którą zapewnił prezydent Lyndon B. Johnson w roku 1964.
Jej założycielem był były gubernator stanu Alabama George Corley Wallace, który żywił ambicje prezydenckie, ale jako przedstawiciel skrajnej prawicy nie mógł liczyć na nominacje Partii Demokratycznej, do której formalnie przynależał, ale w której kierownictwo sprawowali liberałowie.
Początkowo partia składała się tylko z jego komitetów wyborczych, a sam Wallace formalnie nie opuszczał Partii Demokratycznej, z której ramienia i potem pełnił funkcję gubernatora oraz ubiegał się o jej nominacje. Wallace nie wystawił własnych kandydatów do Kongresu i innych ciał.
Wallace nie mógł liczyć na zwycięstwo, ale przy polaryzacji politycznej między kandydatem republikanów Richardem Nixonem a demokratą Hubertem Humphreyem chciał mieć duży wpływ w Kolegium Elektorskim, aby wejść w układy i zażądać dla siebie jakichś politycznych korzyści. Jego kandydatem na urząd wiceprezydenta został emerytowany generał lotnictwa Curtis LeMay z Ohio.
Wallace zdobył w czasie wyborów 9,901,118 głosów (tj. 13.5%) oraz 46 głosów elektorskich. Wygrał w następujących stanach: Alabama, Arkansas, Georgia, Karolina Południowa, Luizjana i Missisipi. Przypadł mu też głos jednego z republikańskich elektorów z Karoliny Północnej. To było za mało, aby jego plan mógł zostać zrealizowany. Wallace zostawił swoją partię. Warto też dodać, że gubernator kandydował we wszystkich 50 stanach.
W roku 1969 politycy z 40 stanów zastąpili AIP nową organizacją, America Party, która w czasie wyborów w roku 1972 wystawiła byłego, równie skrajnie co Wallace prawicowego, kongresmena Johna G. Schmitza z Kalifornii, który zdobył 1,100,868 głosów (1.4%), ale ani jednego elektorskiego. Schmitz najlepiej wypadł w Idaho, gdzie zdobył ponad 10% głosów.
Cztery lata później (w czasie wyborów 1976 roku) powrócono do poprzedniej nazwy i do wyścigu wstawiono Lestera Maddoxa, byłego gubernatora Georgii. Maddox zdobył 170,274 głosów (0.2%). Thomas J. Anderson, były kandydat na wiceprezydenta u boku Schmitza, kandydował również do najwyższego stanowiska w państwie, zdobywając nieco mniej (158,271 i również 0.2%) głosów niż Maddox.
Dziś partia jest stowarzyszona z Partią Konstytucyjną oraz bierze udział we wszystkich wyborach w Kalifornii.

## Kandydaci prezydenccy
- 1968 George Wallace
- 1972 John Schmitz
- 1976 Lester Maddox
- 1976 Thomas J. Anderson
- 1980 John Rarick
- 1984 i 1988 Delmar Dennis
- 1988 Delmar Dennis
- 1992 Howard Phillips (Taxpayers Party)
- 1996 Diane Beall Templin
- 1996 Howard Phillips (Taxpayers Party)
- 2000 Don Moore
- 2000 Howard Phillips (Constitution Party)
- 2004 Diane Beall Templin
- 2004 Michael A. Peroutka (Constitution Party)